# 1 Pułk Piechoty Liniowej
Pułk 1 Piechoty Liniowej – oddział piechoty Wojska Polskiego Królestwa Kongresowego.

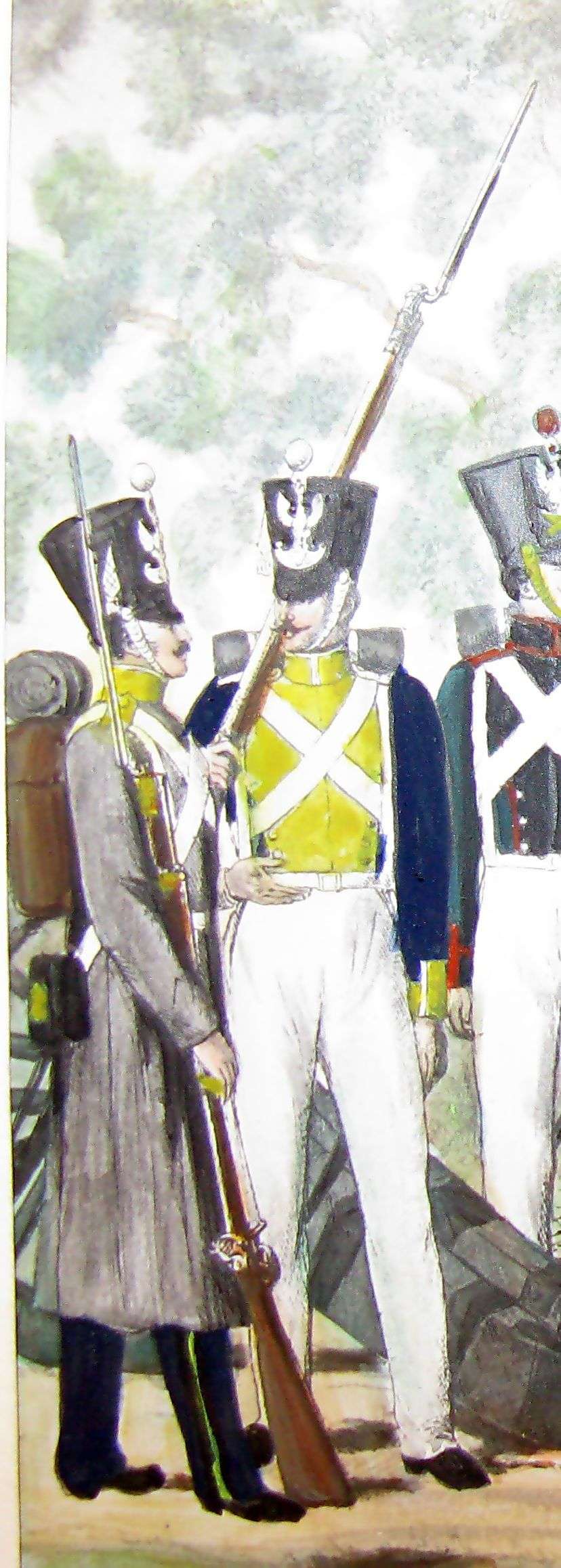
Żołnierze 1. i 2 pułku piechoty w czasie powstania listopadowego

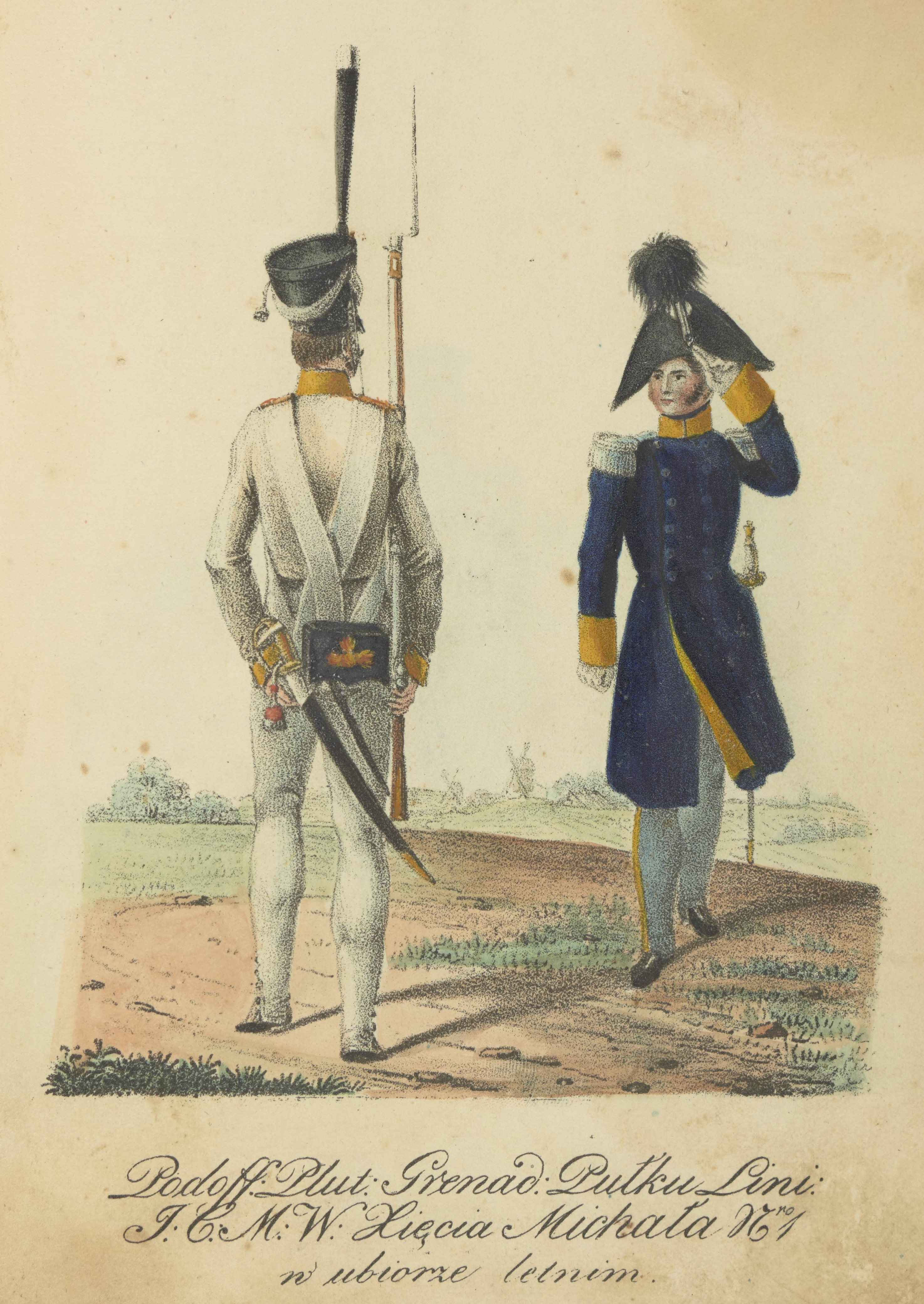
Podoficer plutonu grenadierów 1 pułku piechoty liniowej na litografii Józefa Lexa (1826)

## Formowanie i zmiany organizacyjne
Pułk sformowany został w 1815 w garnizonie Warszawa. 22 stycznia 1822 szefem pułku został wielki książę Rosji Michał Pawłowicz Romanow. Od tego czasu oddział nosił nazwę Pułk Piechoty Liniowej Jego Cesarzewiczowskiej Mości Wielkiego Księcia Michała Nr 1. Pułk w okresie pokojowym składał się ze sztabu i dwóch batalionów po cztery kompanie, oraz związanych z batalionami dwoma kompaniami rezerwowymi. Stan kompanii wynosił 4–6 oficerów, 14–16 podoficerów i 184 szeregowych. Stan batalionu 830 żołnierzy. Stan pułku: 5 oficerów starszych, 54–55 oficerów młodszych, 160 podoficerów, 72 muzyków, 1664–1676 szeregowych oraz 5 oficerów i 71–82 podoficerów i szeregowych niefrontowych. W sumie w pułku służyło około 2050 żołnierzy. Pierwsze dwie kompanie pułku były kompaniami wyborczymi, czyli grenadierską i woltyżerską, pozostałe centralnymi zwane fizylierskimi, czyli strzeleckimi . W czasie wojny przewidywano rozwinięcie pułku do czterech batalionów po 8 kompanii każdy. W każdym batalionie etatu wojennego tworzono na bazie jednej z nowo powstałych kompanii kompanię woltyżerską.
Wchodził w struktury 1 Dywizji Piechoty. Po wybuchu powstania listopadowego zreorganizowano piechotę. Pułk wszedł w skład zreorganizowanej 1 Dywizji Piechoty. 26 kwietnia 1831 przeprowadzono kolejną reorganizacje piechoty armii głównej dzieląc ją na pięć dywizji. Pułk pozostał 1 Brygadzie 1 Dywizji Piechoty. W sierpniu skreślono ze stanu armii internowaną w Prusach 2 Dywizję Piechoty dowodzona przez gen. Giełguda. Powstała nowa 6 Dywizja Piechoty. Pułk wszedł w jej skład.

## Dyslokacja pułku
Stanowisko: województwo mazowieckie.
Miejsca dyslokacji pododdziałów pułku w 1830:
- sztab – Mszczonów
- 1 batalion – Mszczonów
- 2 batalion – Tarczyn
- dwie kompanie wyborcze – Warszawa (koszary Aleksandryjskie)[d]

## Dowódcy pułku
Pułkiem dowodzili:
- płk Hornowski (20 stycznia 1815)
- Ignacy Bolesta (7 lipca 1816)
- August Radwan (od 1820)
- Maciej Rybiński (od 1830) (gen. bryg. od 18 marca 1831)
- ppłk Romuald Urbański (tymcz. dow. od 28 lutego 1831, płk od 25 maja)

## Walki pułku
Pułk brał udział w walkach w czasie powstania listopadowego.
Bitwy i potyczki:
- Warszawa (29 listopada 1830)
- Stoczek (14 lutego 1831)
- Wawer (19,20 lutego i 31 marca 1831)
- Grochów (25 lutego (1831)
- Liw (2 kwietnia 1831)
- Iganie (10 kwietnia 1831)
- Lubartów (10 maja 1831)
- Rogoźnica (29 sierpnia 1831).

W 1831 roku, w czasie wojny z Rosją, żołnierze pułku otrzymali 28 złotych i 48 srebrnych krzyży Orderu Virtuti Militari .

## Uzbrojenie i umundurowanie
Uzbrojenie podstawowe piechurów stanowiły karabiny skałkowe. Pierwotnie było to karabiny francuskie wz. 1777 (kaliber 17,5 mm), później zastąpione rosyjskimi z fabryk tulskich wz. 1811 (kaliber 17,78 mm). Poza karabinami piechurzy posiadali bagnety, a podoficerowie i grenadierzy także tasaki (pałasze piechoty). Wyposażenie uzupełniała łopatka saperska, ładownica na 40 naboi oraz pochwa na bagnet.
Umundurowanie piechura składało się z granatowej kurtki i spodni – zimą sukiennych granatowych, latem płóciennych białych. Żołnierze pułku mieli naramienniki koloru żółtego oraz żółte wyłogi i kołnierz oraz białe pasy (jak cała piechota linowa). Numer dywizji (1) czerwony. Od 1822 roku pierwsza kompania miała na naramienniku W. X. M. (Wielki Xiążę Michał). Używano wysokich czapek o okrągłych denkach (tzw. kaszkiety) z białymi sznurami (kordonami) oraz pomponami (w kompaniach fizylierskich) lub kitami (w kompaniach grenadierskich). Po reformie w roku 1826 wprowadzono pantalony zapinane na guziki oraz nowe, wyższe kaszkiety bez kordonów. Na kaszkiecie znajdowała się blacha z orłem i numerem pułku. W razie niepogody noszono szare, sukienne płaszcze, długie do kostek, z żółtymi kołnierzami i naramiennikami, zaś na kaszkiet, po zdjęciu kordonów i pomponu (kity) zakładano ceratowy pokrowiec. Utworzone w grudniu 1830 roku 3. i 4. batalion pułku nie miał kaszkietów, lecz okrągłe furażerki bez daszka, ze zmniejszonym denkiem w celu łatwiejszego odróżniania ich od rosyjskich.
Czasy współczesne

80 kompletów mundurów woltyżerów tego pułku zostało zakupione w 2007 dla żołnierzy z Batalionu Reprezentacyjnego WP .

## Chorągiew
Na tle granatowego krzyża kawalerskiego w czerwonym polu, w otoku z wieńca laurowego umieszczony był biały orzeł ze szponami dziobem i koroną złoconą.
Pola między ramionami krzyża – białe z żółtym, a w rogach płata królewskie inicjały: A I, a później M I z koroną, otoczone wieńcami laurowymi.